# مایال
مایال (به اسپانیایی: Mayals) یک منطقهٔ مسکونی در اسپانیا است که در سگریا واقع شده‌است. مایال ۵۷٫۱ کیلومتر مربع مساحت دارد ۳۹۵ متر بالاتر از سطح دریا واقع شده‌است.